# Боркі-Косьоркі
Боркі-Косьоркі (пол. Borki-Kosiorki) — село в Польщі, у гміні Вішнев Седлецького повіту Мазовецького воєводства.
Населення — 160 осіб (2011).
У 1975-1998 роках село належало до Седлецького воєводства.

## Демографія
Демографічна структура станом на 31 березня 2011 року:
|          | Загалом | Допрацездатний вік | Працездатний вік | Постпрацездатний вік |
| -------- | ------- | ------------------ | ---------------- | -------------------- |
| Чоловіки | 79      | 18                 | 46               | 15                   |
| Жінки    | 81      | 21                 | 44               | 16                   |
| Разом    | 160     | 39                 | 90               | 31                   |